# Коваленківка
Ковале́нківка — село в Україні, у Кобеляцькій міській громаді Полтавського району Полтавської області. Населення становить 283 осіб.

## Географія
Село Коваленківка знаходиться між селами Вібли та Пилипенки (Кременчуцький район) (1 км). Селом протікає пересихаючий струмок з загатою.

## Історія
В селі існує церква в ім’я св. Миколая ( с. Коваленківські хутори Кобеляцького повіту) дерев’яна, на мурованому цоколі, з прибудованою дзвіницею, споруджена 1904.
У 1912 володіла 33 десятинами ружної землі. Діяли церковнопарафіяльна школа. Парафіян привілейованих станів – 14, козаків – 1227, селян – 445.
Із священиків відомі: Яків Львович Прихожий (1912); із псаломщиків: Пилип Саввин Заворотній (1912); із церковних старост: козак Афанасій Максимович Коваленко (1912).
12 червня 2020 року, відповідно до розпорядження Кабінету Міністрів України № 721-р «Про визначення адміністративних центрів та затвердження територій територіальних громад Полтавської області», село увійшло до складу Кобеляцької міської громади.
19 липня 2020 року, в результаті адміністративно - територіальної реформи та ліквідації Кобеляцького району, село увійшло до складу новоутвореного Полтавського району Полтавської області.